# Stînca Mare
Stînca Mare este un monument al naturii de tip geologic sau paleontologic în raionul Glodeni, Republica Moldova. Este amplasat la 2 km est de satul Cobani. Are o suprafață declarată de 105 ha, dintre care doar 16,34 ha s-au conservat ca monument geologic. Obiectul este administrat de Primăria satului Cobani.

## Descriere

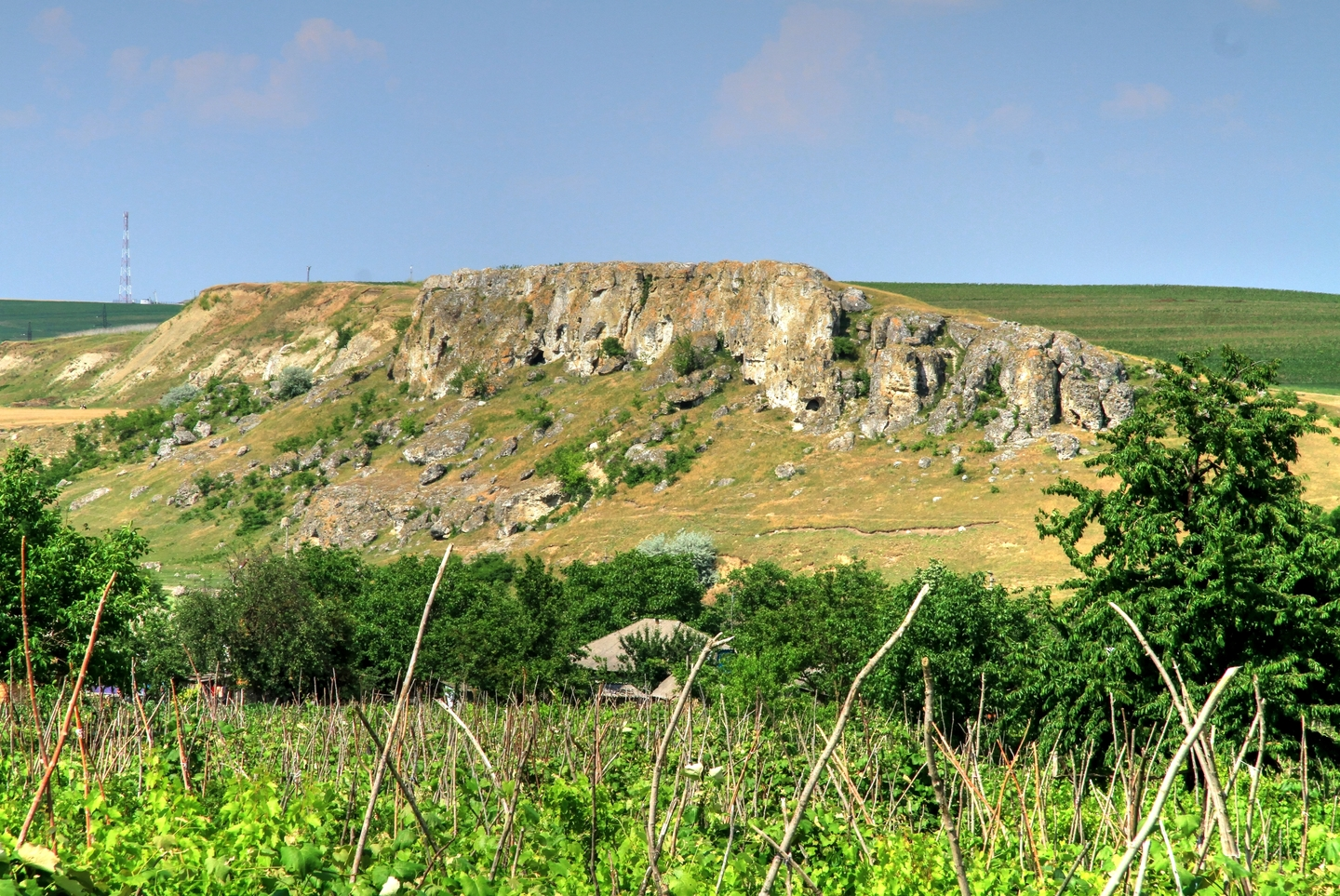
Vedere din perspectivă îndepărtată

Stânca propriu-zisă are o lungime de 1.000 m, lățime de 100 m și o înălțime relativă de 40 m. Este înconjurată din trei părți de râul Camenca, care o delimitează de terenurile agricole din preajmă, și se află la 5 km distanță de defileul Butești.
Formațiunile recifale de la Cobani sunt menționate în lucrările geologului rus Ivan Sințov⁠(d) la sfârșitul secolului al XIX-lea. Ele constituie ultimul segment al șirului de toltre din zona Prutului de mijloc.
Stînca Mare este unicul recif care s-a păstrat din aria protejată de 105 ha. Ea reprezintă un corp recifal alungit, alcătuit din roci de vârstă badeniană în partea inferioară și calcare volhiniene în partea superioară. Este constituită din organisme marine coloniale cu schelet calcaros (alge, foraminifere, briozoare, corali), cochilii de moluște (cercetate de geologul N. A. Ianakevici în anii 1960) și resturi împrăștiate ale scheletelor altor animale. Grotele din pereții recifului și din zona adiacentă nu au beneficiat de studiere detaliată, dar se cunoaște că aici au locuit oameni în epoca de piatră. Reciful este un loc prielnic pentru plante calcifile (ferigușa, școaldina, acul pămîntului, urechelnița, schiverechia, văvalnicul) și mai multe vietăți rare și exotice de origine mediteraneană (șarpele cu abdomenul galben, șarpele lui Esculap, pescărușul albastru, acvila țipătoare mare și acvila țipătoare mică, egreta mare ș.a.).

## Statut de protecție
În 1988, stânca a fost la un pas de a fi distrusă și a fost salvată prin intervenția ecologiștilor. Obiectivul a fost luat sub protecția statului prin Legea nr. 1538 din 25 februarie 1998 privind fondul ariilor naturale protejate de stat. Deținătorul funciar al monumentului natural este Primăria comunei Cobani.
Aria prezintă interes științific pentru biologi, geologi și geografi. Are valoare peisagistică, instructivă și turistică, iar populația locală folosește acest loc pentru recreere.
Pentru a întări statutul de protecție, este necesară marcarea hotarelor ariei protejate și instalarea unui panou informativ.

## Galerie de imagini

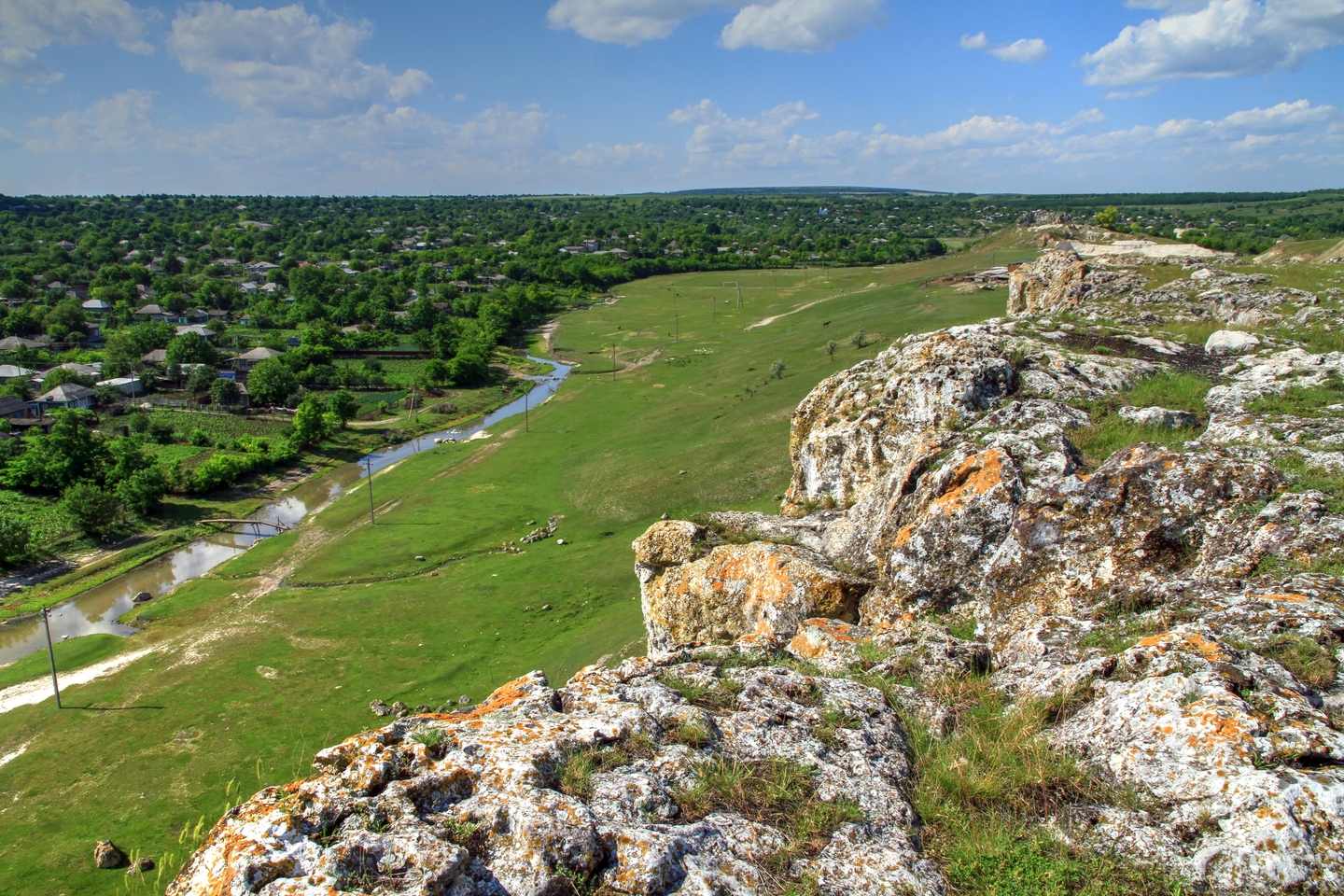
Vedere de pe stâncă
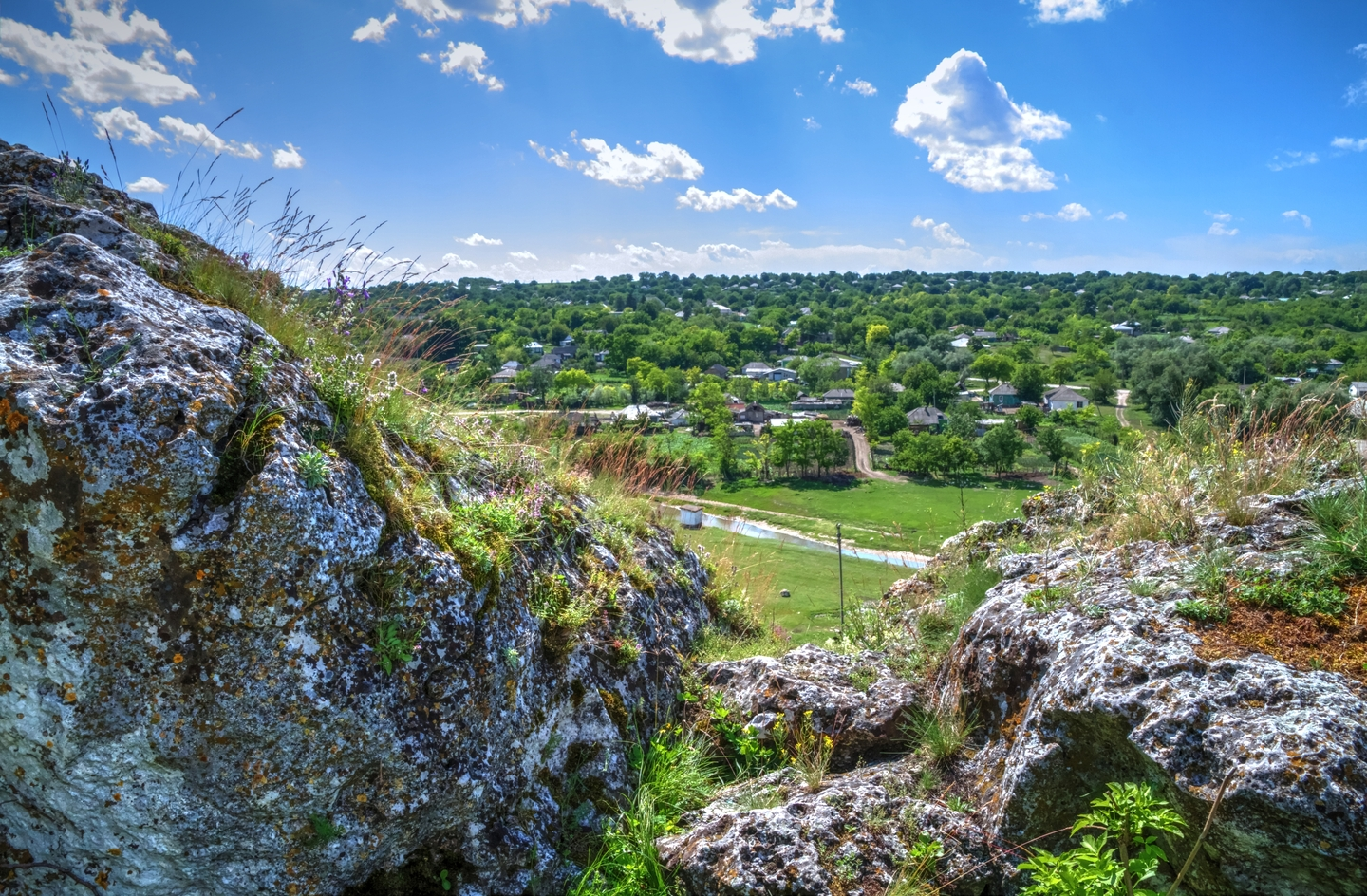
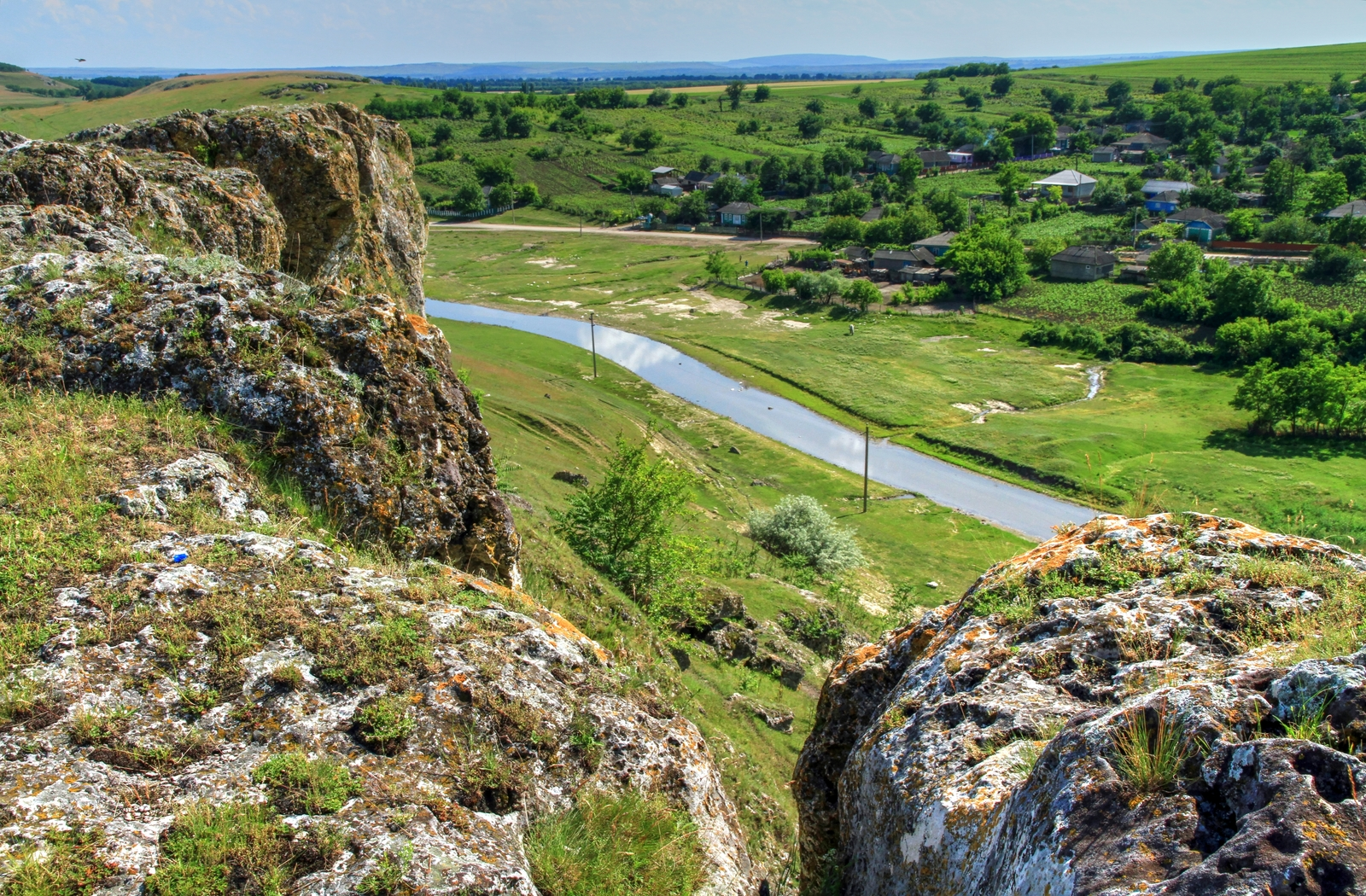
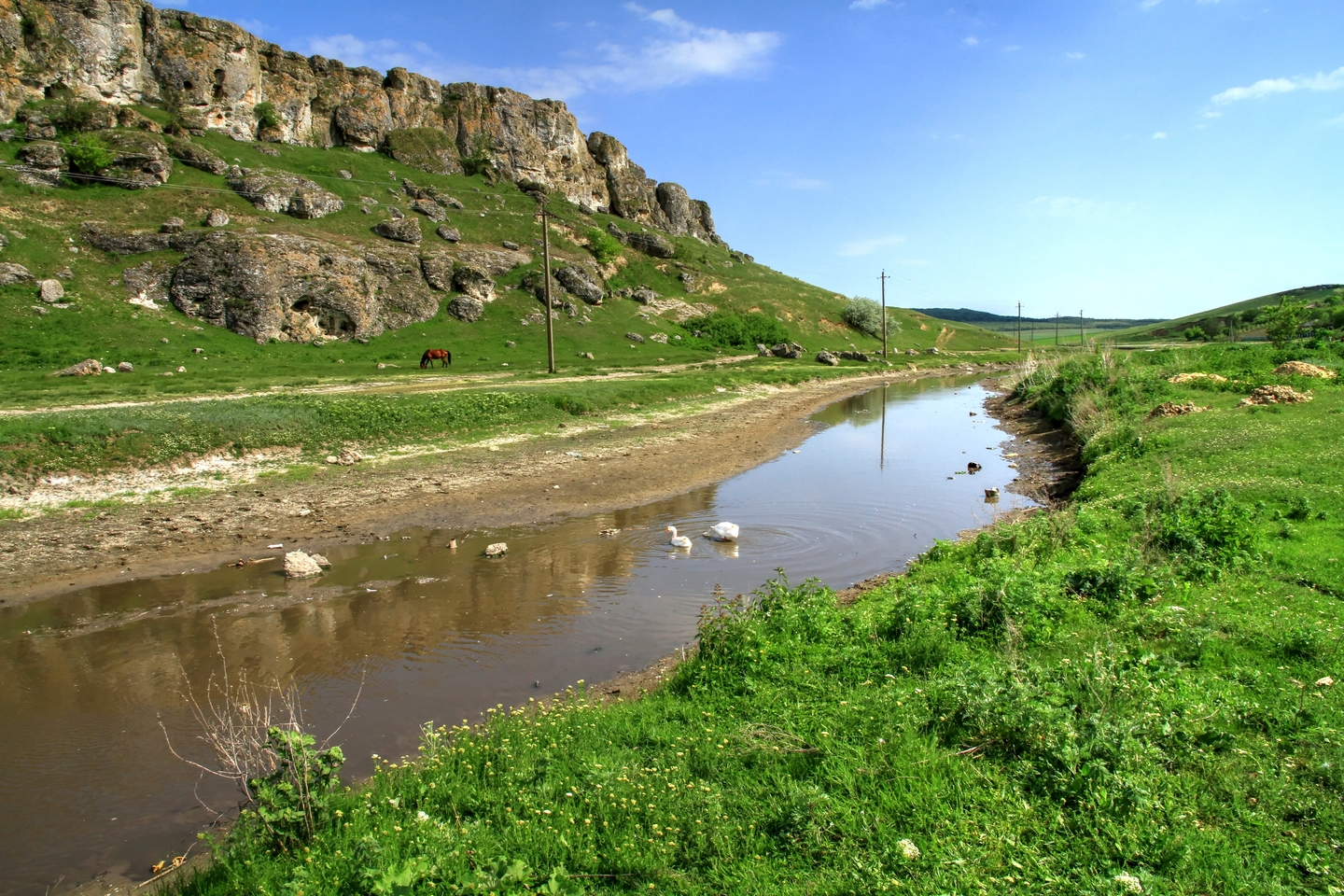
Râu lângă stâncă
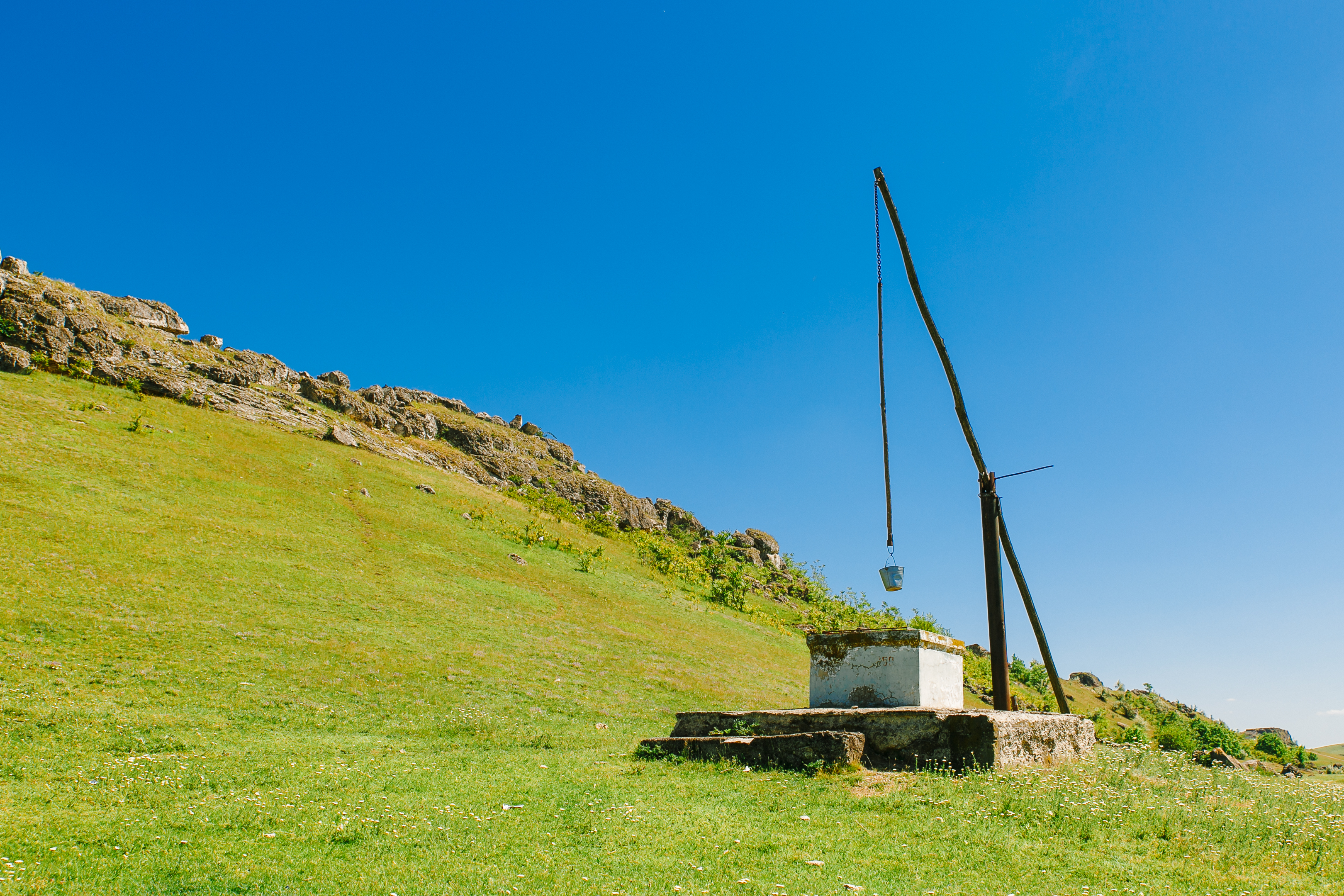
Fântână în preajmă
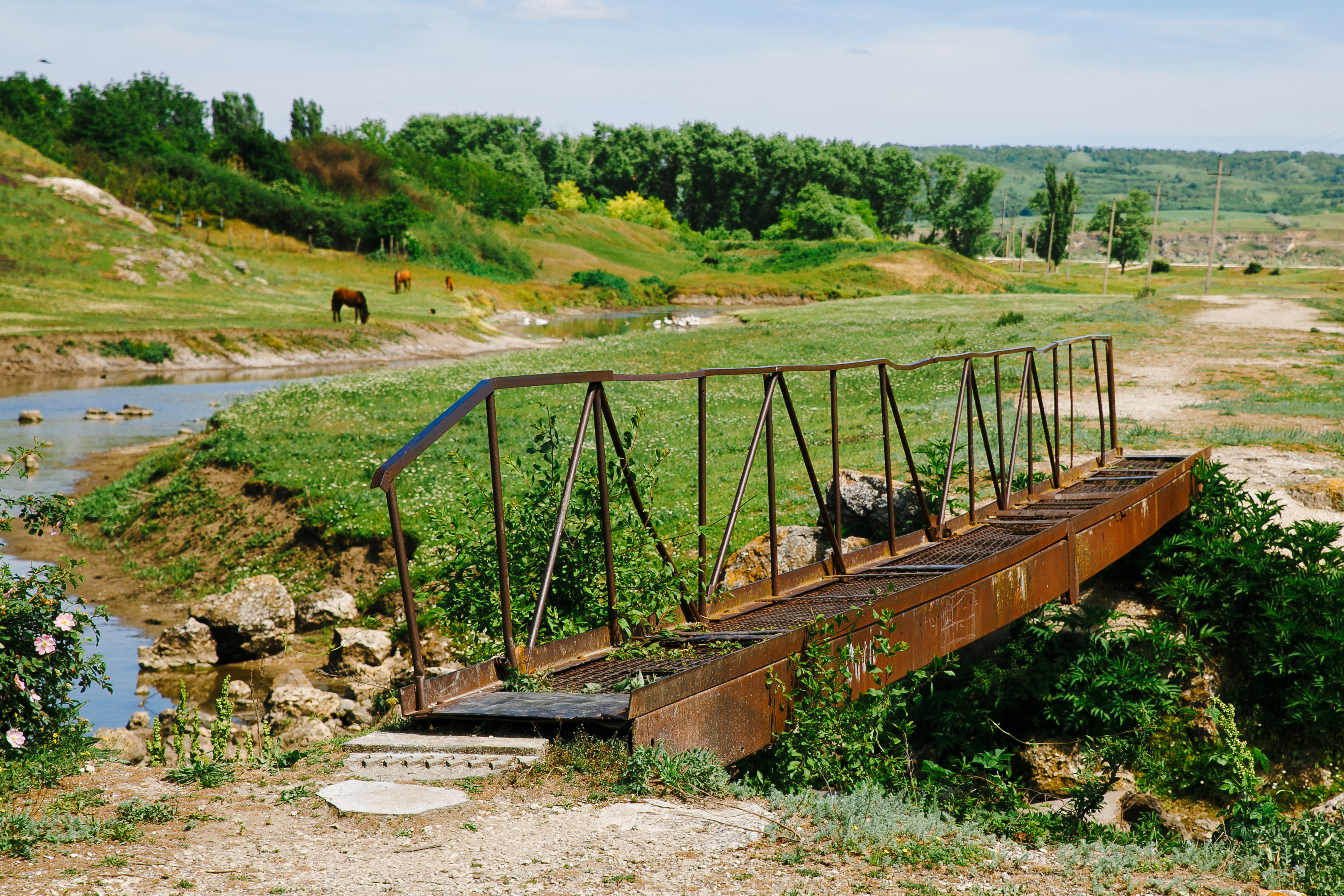
Pod de fier în apropiere